# 秋田県道247号相内潟潟野線
秋田県道247号相内潟潟野線（あきたけんどう247ごう あいないがたかたのせん）は、秋田県仙北市を通る一般県道である。

## 概要
秋田県道38号田沢湖西木線から直通し、田沢湖の西側湖畔を通り、仙北市西木町西明寺字潟尻で秋田県道60号田沢湖畔線に接続し、以後は県道60号との重複区間で、潟尻川沿いに国道105号交点に至る。一部区間が田沢湖有料道路だったが、1992年4月1日に無料開放された。

### 路線データ
- 総延長：5.190 km（重複区間は含まず単独区間の距離）[2]
- 実延長 : 5.190 km[2]
- 起点 : 秋田県仙北市西木町下桧木内字相内潟18番1（文献上）[3]/ 仙北市西木町桧木内字相内潟18番1（現状）[4]（秋田県道38号田沢湖西木線交点）北緯39度45分5.93秒 東経140度38分38.13秒
- 終点 : 秋田県仙北市西木町西明寺字松木台114番4（国道105号交点）[3]北緯39度42分24.9秒 東経140度35分13.1秒
- 未供用区間 : なし[2]

## 歴史
1992年3月31日まで秋田県道60号田沢湖畔線と当県道は田沢湖有料道路であった。

### 年表
- 1959年（昭和34年）2月17日 - 秋田県道に認定される[3]。
- 1992年（平成4年）4月1日 - 当県道と県道60号区間が無料開放される。
- 2024年（令和6年）7月7日 - たつこ像前から御座石神社前の約20メートルにわたって道路脇の斜面が崩れ全面通行止めとなる[5]。その後、片側交互通行となったが、その影響で2024年の田沢湖マラソンが中止となった[5]。

## 路線状況

### 冬期閉鎖区間
- なし[6]

### 交通不能区間
- なし[7]

### 田沢湖を周回する路線
- 東・秋田県道60号田沢湖畔線
- 南・秋田県道60号田沢湖畔線
- 西・秋田県道247号相内潟潟野線
- 北・秋田県道38号田沢湖西木線

### 重複区間
- 秋田県道60号田沢湖畔線（仙北市西木町西明寺字潟尻・交点 - 仙北市西木町西明寺字松木台・終点）[3]、重複距離は不明[2]。

## 地理

### 交差する道路
| 施設名 | 接続路線名               | 備考              | 所在地                                                          |
| ------ | ------------------------ | ----------------- | --------------------------------------------------------------- |
|        | 秋田県道38号田沢湖西木線 | 起点              | 仙北市西木町桧木内字相内潟                                      |
|        | 秋田県道60号田沢湖畔線   |                   | 仙北市西木町西明寺字潟尻北緯39度42分46.09秒 東経140度38分0.93秒 |
|        | 国道105号                | 終点 県道60号起点 | 仙北市西木町西明寺字松木台                                      |

### 沿線の施設など
- 田沢湖

たつこ姫像

- たつこ姫像（三湖伝説に登場する辰子姫の像）
- 潟前山森林公園
- 山の幸資料館